# 黒田村 (福岡県)
黒田村（くろだむら）は、福岡県京都郡にあった村。現在の京都郡みやこ町の一部にあたる。

## 地理
行橋平野の西部に位置していた。
- 河川：長峡川[1]
- 山：平尾台観音山、勝山山地[1]

## 歴史
- 1889年（明治22年）4月1日 - 町村制の施行により、京都郡箕田村、上田村、上黒田村、中黒田村、下黒田村が合併して村制施行し、黒田村が発足[1][2]。
- 1919年（大正8年）- 電灯点灯[1]
- 1929年（昭和4年）- 電話開通[1]
- 1955年（昭和30年）3月1日 - 京都郡久保村、諫山村と合併して町制施行し勝山町を新設して廃止された[1][2]。

## 教育
- 1891年（明治24年）- 小学校を中黒田から上黒田に移転し黒田尋常小学校（現：みやこ町立黒田小学校）に改称[1]。
- 1893年（明治26年）- 島田学舎、弘道館が設立され漢学を教授[1]。
- 1914年（大正3年）- 黒田尋常小学校に高等科を併置[1]。
- 1947年（昭和22年）- 黒田・久保・諫山3ケ村組合立勝山中学校（現：みやこ町立勝山中学校）を開校[1]。